# Utufua
Utufua – miasto w Wallis i Futunie (zbiorowość zamorska Francji); na wyspie Uvea; w dystrykcie Muʻa
W roku 2018 miasto zamieszkiwały 602 osoby.